# ジョセフ・ダドリー
ジョセフ・ダドリー（Joseph Dudley, 1647年9月23日 - 1720年4月2日）は、イングランド（イギリス）領アメリカ植民地の行政官である。マサチューセッツ湾植民地ロクスベリー生まれで、父トマスはイギリスのダドリー男爵の傍系でこの町の創設に貢献した初期入植者のひとりであった。ダドリーは、評判の悪かったニューイングランド王領政府で指導的役割を果たしたほか、ニューヨーク植民地議会の議員を短期間務め、その間、ライスラーの反乱の首謀者であるジェイコブ・ライスラーの有罪判決の監督もした。1690年代には、ワイト島の副総督を8年間務め、そのうち1年はイングランドの下院議員も務めた。1702年にマサチューセッツ湾直轄植民地とニューハンプシャー植民地の総督となり、1715年までその職にあった。
ダドリーのマサチューセッツ統治は憎悪と緊張に満ちたものであり、政敵たちは、ダドリーが求めた定期的な俸給の支払いや、公私にわたる様々な要求に、ことごとく反対した。ダドリーの任期の大部分はアン女王戦争の時期であり、マサチューセッツもニューハンプシャーも、ヌーベルフランスと国境を接する最前線地帯で、大なり小なり、フランスとインディアン連合軍による襲撃を受けていた。ダドリーは、1707年に、アカディアの首都ポートロワイヤルの攻略を画策したが失敗に終わった。1710年には民兵を召集して再びポートロワイヤルを攻め、これは成功した。そして1711年には、ケベックに向かうイギリスの遠征隊を指揮したが、これは失敗した。
ダドリーの総督としての統治は、結果としてイギリス本国の植民地統治への反発を組織的なものに育てることとなったが、もっとも頻繁にその契機となったのは、直轄植民地の行政官の俸給をめぐる反発であった。植民地の立法府は常に、総督の特権に異議を唱え、論議を巻き起こした。この反感は、アメリカ独立戦争を経てイギリス支配が終焉するまで、歴代のマサチューセッツ総督にも向けられたものであったが、これに対し、ニューハンプシャーの統治は比較的穏やかなものであった。

## 行政官となるまで
ジョセフ・ダドリーは、1647年9月23日、マサチューセッツ植民地ロクスベリーに生まれた。母はキャサリン・デイトン・ハックバーン・ダドリー、父は、マサチューセッツ植民地の創設者で、行政官の一人であったトマス・ダドリーである。ジョセフが生まれた時、父トーマスは既に70歳と老いており、彼は母親と、父が1653年に死去した後に母親が再婚したジョン・アリン牧師に育てられた。
ダドリーは、1665年にハーバード・カレッジを卒業し、1672年に自由市民（フリーマン）として認められた。1673年にマサチューセッツ植民地議会のロクスベリー代表となり、1676年には、植民地顧問会議員に選出された。1675年にフィリップ王戦争が起こり、ダドリーは、インディアン相手の植民地部隊に弁務官として同行した。グレートスワンプファイトに参戦し、ナラガンセット族に決定的勝利を得た。何年かをニューイングランド連合の弁務官として過ごし、当局を代表して隣接するインディアン集落に外交の任務で派遣された。また、マサチューセッツと、隣のプリマス植民地の境界線について交渉する委員会の委員でもあった。

## 勅許の廃止

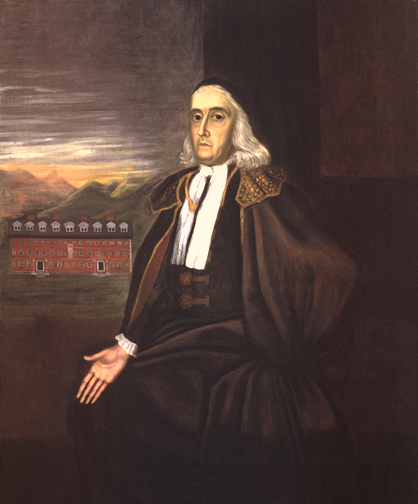
ウィリアム・ストートン

ニューイングランドの植民地の統治は、マサチューセッツやコネチカット、ロードアイランドなどでは自治の程度が強かった。しかし、特にマサチューセッツ湾植民地は、航海条例を遵守しないことが本国で問題となり、1660年代からチャールズ2世による監視が強くなり、1670年代末には監視は事実上の脅威となった。1676年に、ニューイングランドに総督のエドワード・ランドルフが派遣された。彼の仕事は関税を集め、航海条例の効力を強め、問題点の一覧を文書化し、その申し立てをロンドンの商務院に持って行くことだった。この圧力にどう応えるかで植民地の指導者層は二分された。ダドリーは、義兄のサイモン・ブラッドストリートや、ウィリアム・ストートン共々穏健派で、国王の要求を聞き入れることを支持した。穏健派と対立していた強硬派は、植民地の諸事業に介入しようとする国王の策動に反対していた。これらの派閥は階級によって分かたれていた。上院にあたる植民地顧問会（コート・オブ・アシスタンツと呼ばれた）の議員を務める裕福な地主や商人は穏健派を支持し、一方、代議制の下院議員は強硬派を支持した。

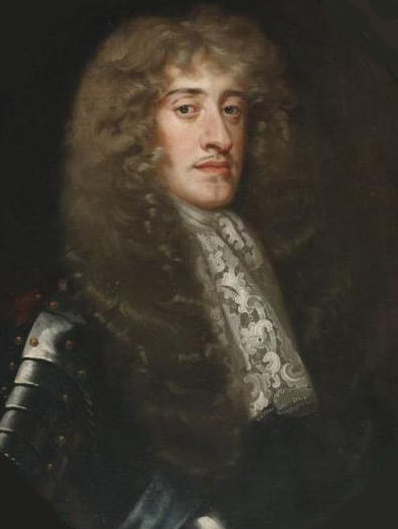
ジェームズ2世

1682年、マサチューセッツはダドリーとジョン・リチャーズを、この件におけるマサチューセッツ代表委員として商務院に派遣した。ダドリーはプリマス総督トマス・ヒンクリーの、植民地長官ウィリアム・ブラスワイトあての紹介状を持参していた。このとき以降ブラスワイトと良好な関係を結んだことが、ダドリーの植民地行政官としての将来の成功に寄与したが、植民地の側では、ダドリーの動機や能力が植民地の権益代表として適任かという疑惑を広めることにもなった。ダドリーたちの植民地代表としての権限は限られていたが、商務院側は、国王が植民地の自治を許可した勅許状の修正を交渉する権限が、植民地代表に与えられているべきであると植民地側に対して主張した。強硬派の多い立法府は、この要求を拒んだ。勅許の無効化を要求する権限開示令状がただちに発行されることとなった。この令状は、勅許状の放棄を要求するものだった。1683年の末、ダドリーがこの知らせをボストンに持ち帰ると、立法府での議論が白熱化し、強硬派がまた優勢になった。強硬派の中心人物のひとりで、影響力のある聖公会の牧師であったインクリース・マザーは、ダドリーやブラッドストリートのような穏健派を植民地の敵として非難した。ダドリーとともにマサチューセッツ代表委員として商務院に派遣されたリチャーズは、ロンドンで敵意にさらされたにもかかわらず強硬派に与したので、強硬派の憎悪はもっぱらダドリーに向けられ、結果として、ダドリーは1684年の選挙で落選し上院議員の資格を失った。
この一件をきっかけに、ダドリーは自身の出世の手段として、ロンドンでひそかに勅許の取り消しを企んだのだ、という非難が広まった。ダドリーはエドワード・ランドルフと、現状の統治形態に代わる統治について話し合ったとされているが、その話し合いは、権限開示令状の発行前のことではなかった。このことは、ダドリーが植民地の統治形態の現状に反対していること、植民地代表としての職務に反していることの証拠とされた。ダドリーとの議論を通してダドリーが気に入ったランドルフは、選挙に落選したダドリーは国王の忠実な臣下になるだろう、と考えるようになった。その結果、1684年のおそい時期に、ボストンでは、ダドリーが総督に任命され、ランドルフがその代理として実権を握るのではないか、という噂が広まった。
1684年、勅許は無効となり、商務院はニューイングランド各地の植民地を、ニューイングランド王領という1つの植民地に統合する計画を立て始めた。ジェームズ2世が1685年に王位に就いた時も、この計画は進行中だった。しかし、次期総督予定のサー・エドマンド・アンドロスへの委任状の起草に問題が生じ、ランドルフは暫定的に総督の任に当たる者を任命することを提案した。ダドリーは、ランドルフの推薦により、この仕事に選ばれ、1685年10月8日にニューイングランド王領評議会議長とする任命書が交付された。ダドリーの職務の領域の範囲は、マサチューセッツ、ニューハンプシャー植民地、メイン植民地、そして現在のロードアイランド州の南部で、当時は紛争地域だった「ナラガンセット・カントリー」であった。ランドルフは、植民地長官を含め、総督を補佐する多数の職務に任命され、植民地において少なからぬ権力を与えられた。

## 王領議会議長
ランドルフはダドリーの委任状を持って、1686年5月14日にボストンに着いた。そしてダドリーは5月25日に正式にマサチューセッツに着任した。彼の統治は幸先のいいものではなく、多くのマサチューセッツ評議会の議員たちが任務を拒否し、ダドリーは、面会を拒否したインクリース・マザーと和解できなかった。ランドルフによれば、ピューリタンである行政官たちは「神が、私をこの地に再び上陸させるようなことはないはずだ、と考えていたが、そうならなかったので、この上なく身勝手な方法で、自分たちの力は史上かつてないほどに大きいと主張し始めた」のだという。ニューイングランド植民地軍の士官の選挙でも、士官たちの多くが軍務を拒否したために、妥協が強いられた。ダドリーは多くの裁判官を任命したが、彼らは概して政治的に穏健で、かつての勅許をめぐる論争でも、国王の要求を聞き入れる側の方だった。ダドリーはまた、ニューイングランド北部のインディアンとの条約を更新し、自らの地位を正式に確立するために、6月にナラガンセット・カントリーを訪れた。

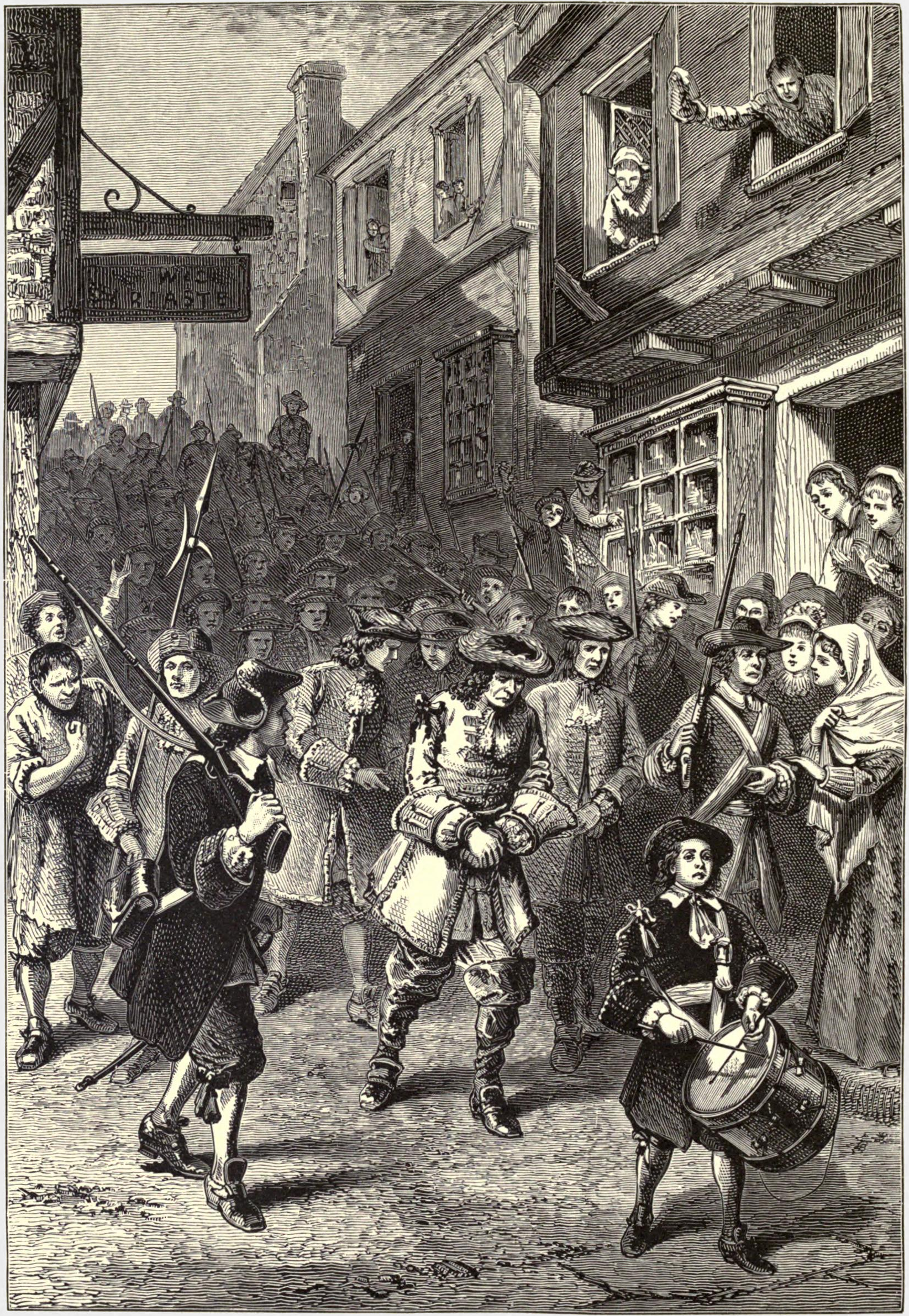
サー・エドマンド・アンドロスの逮捕（1876年）

ダドリーは、ニューイングランド王領の歳入を十分に上げられず、かなりの不評を買った。ダドリーに委嘱された権限では、歳入に関する新しい法の導入が認められておらず、マサチューセッツの政府は、勅許の失効を先読みしていたため、1863年にこの手の法律はすべて無効になっていた。さらに、残された数少ない歳入についても、それは旧政府時代に決められた、従って、無効なものだとして、多くの者たちが支払いを拒否した。ダドリーとランドルフによる聖公会の導入は、財源不足のため、ほとんど失敗に終わったが、財源のみならず、既存の教会施設が接収されるのではないかという政治的危機意識から、いろいろと抵抗されていた。
ダドリーとランドルフによって、航海条例は執行されるようになったが、彼らは条例の一字一句への固執はしなかった。条例の幾つかの規定が不公平であること（例えば、関税が多重に課されること）、違反行為が大目に見られていることなどを2人は理解しており、こういった状態を改善するために条例を修正すべきだと商務院に申し出た。しかしいずれにせよ、彼らの条例執行強化のために、マサチューセッツの経済は損なわれた。ダドリーとランドルフは、最終的に、商業、行政、そして宗教に関することでは不和になった。「私は、ダドリー氏から、トマス・ダンフォース氏よりもひどい扱いを受けた」こうランドルフは記し、嫌悪を込めてダドリーを強硬派の行政官と比較したのだった。
ダドリーが王領を統治している間、商務院はニューイングランド議会からの請願をもとに、ロードアイランドとコネチカットを王領に組み込ませることを決定した。6月に発行されたアンドロスの委任状には、書類が添付されていた。書類には、アンドロスの統治のもとで、ロードアイランド、コネチカットを王領に編入させるよう指示されていた。

## 総督アンドロス
1686年の12月に総督アンドロスが到着し、直ちに仕事に取り掛かった。ダドリーは評議員の一員であり、上級司法裁判所の裁判官であり、また、出版物の検閲官でもあった。そして、ニューイングランド王領全域にそれぞれ存在する法体系を、調整するための委員会にも属していた。
評議会は、王領に編入された地域すべての代表であると考えられていたが、議員の移動が困難を伴い、また、立て替えられた旅費の精算がきちんと行なわれなかったため、議会はボストンとプリマスの議員が支配していた。多くの住民は、ダドリーとランドルフが、アンドロスの「暴政」の中核を担っていると思っていた。裁判官としてのダドリーは、この上なく厳しい批判と苦情に晒された。特に、アンドロスから強要された税法、タウンミーティング法、そして土地の権利絡みの法を施行した時の批判は大きかった。
1688年の名誉革命の知らせがマサチューセッツに届くと、1689年にはボストン暴動が起き、4月にアンドロスは逮捕された。ダドリーはその時ボストン市外にいたが、戻って来たところを逮捕された。ダドリーはこの時体調を崩しており、1,000ポンドの保釈金を払って逮捕を免除され、家に戻ったが、暴徒たちが家まで押し掛けて来て、彼を監獄へ連れ戻した。ダドリーは監獄で10箇月過ごした。この監獄生活は、一つは彼の身の安全の為でもあった。その後ウィリアム3世の命令により、アンドロスや他の王領の幹部たちと共にイングランドに召喚された。植民地当局は、アンドロスとダドリーを起訴したが、ロンドンの代理人たちは、誰も告訴を取り仕切る態勢になかったため、代理人たちは解任され、2人は釈放された。ダドリーは、この告訴に対して準備した弁明を商務院に披露し、自分には本国の方針による指示に従う意欲と能力があることを訴えた。

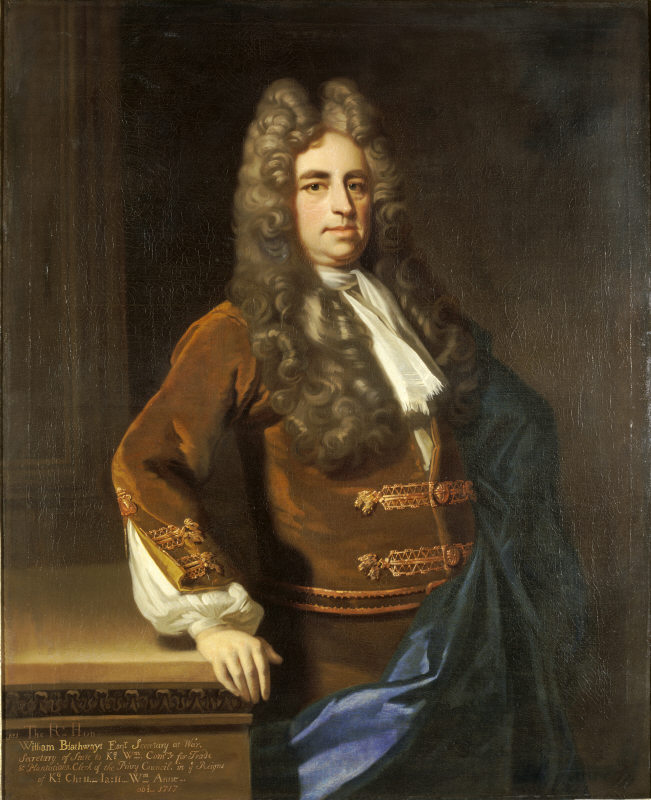
ウィリアム・ブラスワイト

ダドリーは、人脈が限られていたためロンドンで孤立しており、ブラスワイトに援助を願い出た。また、同僚のダニエル・コックスにも、新しい職を世話してもらうよう頼んだ。コックスはウエストジャージーの地主で、ダドリーをそこの副総督にと考えた。これらの、また他の人脈をたどって、ダドリーは、最終的にニューヨークの新総督ヘンリー・スルーターに、植民地議会の議長として推薦され、1691年にその任に就いた。議会の仕事に加え、ニューヨークのインディアンとも交渉し、裁判長としてジェイコブ・ライスラーに判決を下した。ライスラーは、アンドロスの副総督だったフランシス・ニコルソンを解任に追い込んだ1689年のライスラーの反乱の首魁であった。この裁判は物議をかもし、ダドリーは裁判長として多くの敵を作った。ライスラーは大逆罪の判決を受け、死刑を宣告された。総督のスルーターは、当初は、ライスラーとその義理の息子ジェイコブ・ミルボーンの即急な死刑執行に反対し、国王の決裁を待った方が良いと考えていた。しかし、議会で反ライスラー勢力からの圧力がかけられると、スローターは考えを変え、1691年5月16日に両名の死刑が執行された。コットン・マザーは、ダドリーが影響力を行使してライスラーの死刑執行を推進したと主張したが、反ライスラーの議員であったニコラス・ベイヤードの証言はこれを反駁するものとなっている。
1692年、ダドリーはニューヨークを発って、ロクスベリーの自宅に戻り、自らの政友、たとえばウィリアム・ストウトンのような人物とのよりを取り戻した。ストウトンはこの時、マサチューセッツ湾直轄植民地の新総督、サー・ウィリアム・フィップスのもとで副総督に任命されていた。

## 後援者カッツとロンドンでの陰謀
1693年にイングランドに渡ったダドリーは、ニューイングランドでの官職奪還のため、一連の工作に乗り出した。正式に聖公会の信者となることで、ロンドンで、体制側の政治家に宗教面での仲間入りを果たしたのである。ダドリーは初代カッツ男爵ジョン・カッツという後援者を得た。カッツはワイト島の総督を務めており、副総督としてダドリーを現地に送り込んだ。ダドリーとカッツは、政治の面で互いに援助しあった。カッツはロンドンでダドリーの利害を代弁し、一方ダドリーはワイト島でカッツのための仕事を推し進めた。記録によれば、ダドリーの主な仕事は、イングランド議会選挙の進行過程に小細工をして、ワイト島内の各選挙区でカッツが推薦した候補が当選するように取り計らうことだった。この工作のためにカッツはワイト島では非常に嫌われていたが、1707年に死ぬまで総督の座に居座った。ダドリーは資金難のカッツを援助しようとして、カッツの義父と植民地で使用する貨幣を鋳造する許可を得ようとしたが、失敗に終わった。

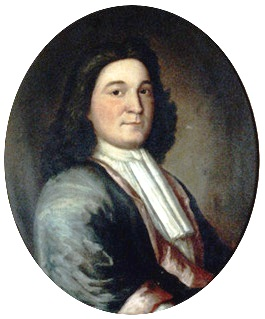
サー・ウィリアム・フィップス

ダドリーの工作の主な目的は、マサチューセッツ直轄植民地の総督、サー・ウィリアム・フィップスの職を解くことだった、これに関しては、植民地代表部の目を逃れて行うのは不可能だった。フィップスの統治はマサチューセッツでは人気がなく、政敵たちによる様々な告発に応じるため、イングランドに召還された 。フィップスが本国に帰すべき関税収入を横領していた、とする誇大な内容の告発をダドリーが流したことから、フィップスはイングランドに到着してすぐに拘留された。1695年の2月、告発関連の審問が行われる前にフィップスは死に、ダドリーは、自分が次の総督になれると楽観していた。
この時、ニューヨークとマサチューセッツのダドリーの政敵たちは、力を合わせてダドリーの総督就任を拒んだ。ジェイコブ・ライスラーの息子が、この時ロンドンにいて、父親の資産の権利剥奪を破棄すべく働きかけていた。マサチューセッツ代表部のコンスタンティン・フィップスの援助により、資産を戻すための法案が議会に提出されていた。法案の討議ではライスラーの裁判の再吟味が行われ、ダドリーはこの討議への出席と、自己弁護を余儀なくさせられた。その後、フィップスはコットン・マザーに「ダドリーの総督就任については多くは語られなかった」という手紙を送っている。フィップスの後継として総督に就任したのは、初代ベロモント伯爵リチャード・クートだった。
カッツは引き続きダドリーの便宜を図るために活動しており、1701年のイングランド議会下院の選挙に、彼をニュータウン選挙区から出馬させた。このことにより、ロンドンにおける、ダドリーの政治人脈が広がる可能性が出て来た。ダドリーは、とにかく一時的にせよ、政治ではフィップスやマザーよりも優位に立った。1701年にベロモントが死去すると、ダドリーはマサチューセッツ総督就任の裏工作を始めた。今度はダドリーは成功し、1702年4月1日、マサチューセッツとニューハンプシャーの総督の委任状をアン女王から受け取った。

## マサチューセッツおよびニューハンプシャー総督

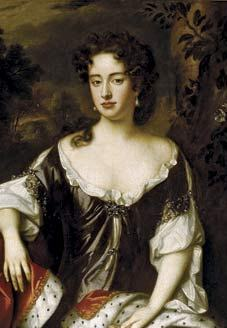
アン女王

ダドリーは1715年まで総督を務めた。就任したての時期には特に、地方集会（General Court）とはいつも衝突していた。それがダドリーの行政の特徴であり、本国 からの命によって、総督として定額報酬をもらっていた。ダドリーとその後の総督たちは、定額報酬について、植民地の立法府からなかなか譲歩を引き出せず、常に本国の名代と植民地の摩擦の元となっていた。ダドリーは、本国政府への手紙で自らの不満を強調した、それはある人物が「イギリス王室も政府も嫌っており、如何なる臣下の礼も取ろうとしない」というものだった。その当時、植民地の法務長官だった、息子のポールに宛てたある手紙の中ではこう書いている「勅許が無効にならない限り、この国は法律家と紳士が住むには値しない」 この手紙の内容は開示されて出版され、彼の統治に反対する植民地住民を煽った。ダドリーはまた、コットン・マザーに代えて、ジョン・レヴェレットをハーバード大学の総長に任命したことで、勢力のあるマザー一族をも怒らせた。加えて、1689年当時に彼に刃向かった評議会議員と、地方集会の議長の選挙に一貫して拒否権をつきつけ、マサチューセッツ中で不人気を買うことになった。反対に、ニューハンプシャーの総督としての任期の間は好感をもたれた。ニューハンプシャーの立法府は、ダドリーがマサチューセッツの政敵から不満を浴びせられているのを知り、女王の名において特に彼を誉めたたえた。

### アン女王戦争

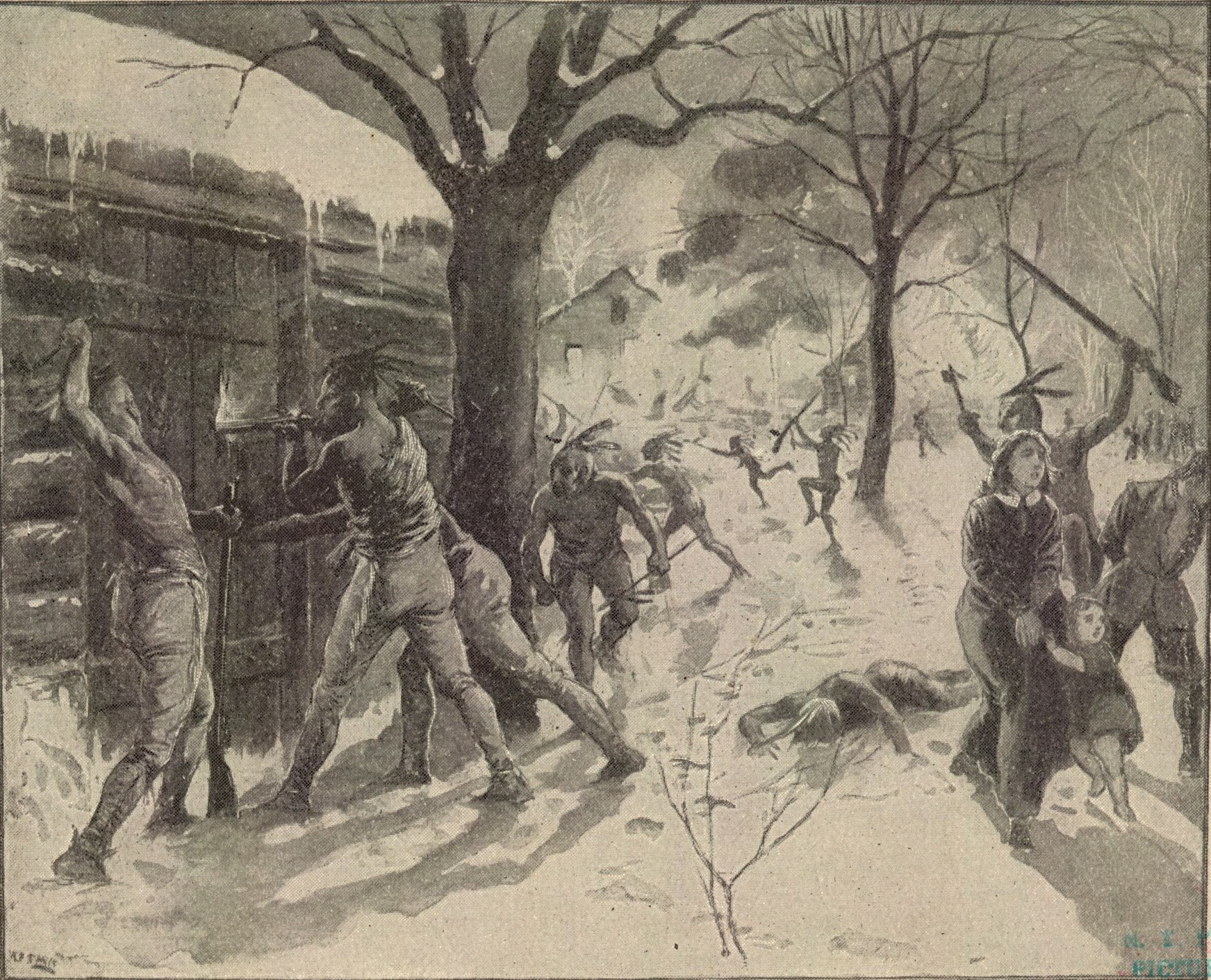
ディアフィールド奇襲

アン女王戦争中、ダドリーは率先して植民地の防御に当たった。1703年6月、カスコ湾で複数のインディアンに出くわしたことにより、フランスが組織化したインディアンの戦闘行為に先んじるつもりだったが、フランスは、既に自らの大義のためにインディアンを召集しており、この1703年の8月に、メイン南部の植民地で奇襲による彼らの戦争が始まった 。ダドリーは民兵を召集し、マサチューセッツとニューハンプシャーの辺境地帯、コネチカット川からメイン南部までにわたる地域を守らせた。フランスとインディアンは1704年に仕掛けたディアフィールド奇襲への報復が急がれた。ダドリーは、ベテランの猟兵（レンジャー）であるベンジャミン・チャーチに、報復のための遠征隊長の権限を与え、アカディアに向かわせた。また、ディアフィールドから連行された捕虜の奪還同意にも携わった。この同意は、フランスにより、更に適用範囲が広げられようとしていた。
ダドリーは、チャーチに、アカディアの首都であり、経済の中心地であるポートロワイヤルの攻撃をはっきり否定したことから、ボストンの商人や、フランスの商人や密輸業者とグルになって、違法な取引をしていたマザー家の者に告発され。1707年、これらの批判の先手を打って、ポートロワイヤルに民兵を派遣した。翌1708年、彼の行政を辛辣に攻撃する本がロンドンで出版された。その題名は「強欲で陰険な総督と、弱気な側近によるニューイングランドの惨めな有様」といい、ダドリーの解任運動の一環だった。1709年、ダドリーはまたも民兵を召集し、ケベックへの遠征を計画したが、援軍のイギリス兵が本国に呼び戻されて中止となった 。1710年、イギリスからの援軍が到着し、ポートロワイヤルの戦いにより、ポートロワイヤルが陥落し、ノバスコシア植民地が誕生した。1711年、ボストンはまたもケベック遠征の拠点となった。イギリス軍と民兵の混成軍によるこの遠征は悲惨なものに終わった、輸送船がセントローレンス川の岸で浸水、沈没したのである。アン女王戦争中、ダドリーはニューイングランド北西部のアベナキ族相手の遠征を組織したが、ほとんど功を奏しなかった 。ポートロワイヤルの戦いの後、辺境地帯での小規模な奇襲もあったが、戦争はおさまり、1713年のユトレヒト条約で平和が訪れた。
1713年、ダドリーはニューハンプシャーのポーツマスでアベナキ族と独自の和平交渉を行った。最低でもケネベック西部は、フランスの影響下から切り離すべく努力し、かなりの強硬策を用いて、アベナキ族の生活基盤である交易の権利を差し止め、イギリス本国からの度重なる要請であると脅しをかけた。ポーツマス条約では、これらの交渉は、本国からの何度もの要請によるものではあったが、この要請が暗に意味するものが、アベナキ族の交渉者に説明されていなかったという証拠もあり、アベナキ族は両植民地の境界が、交渉の妨げになるのをはっきり拒否していた。ダドリーの主張に対するヌーベルフランスの返答によれば、フランスはアベナキ族に、アカディアの一部とされていた土地を譲渡した。とあるアルゴンキン語族の族長はこれに答えて「フランスはこのことに関して我々に何も言わなかった、なぜ何も問わずに土地をくれたのか不思議だ」 それにもかかわらず、ダドリーやその後の総督たちは、アベナキ族はイギリス国民として扱い、イギリスが、植民地がメインへと拡大したため衝突が続くようになり、1720年代のダマー戦争へと突入した。

### その他の出来事と晩年
1713年、マサチューセッツとコネチカット両植民地の境界が実地調査により決定された。これは17世紀に定められた位置が正しくなかったためで、そのためマサチューセッツは、本来コネチカットのものだった領土を割り当てることになった。ダドリーとコネチカット総督のガードン・サルトンストールは、その土地はマサチューセッツが引き続き所有するが、その土地の価値と同等の分配をコネチカットに与えることで合意に達した。この土地は10万エーカー（404.7平方キロ）の面積で、コネチカット川の両側に広がっており、現在のマサチューセッツ北部とバーモント南東部、ニューハンプシャー南西部に相当する。1716年4月に競売にかけられたことで、コネチカットはその金額をイェール・カレッジの資金に充てた。

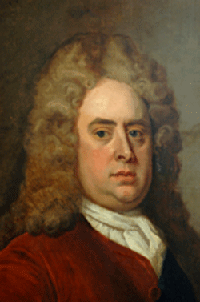
ジョナサン・ベルチャー

マサチューセッツでは、アン女王戦争による通貨と財政の問題が悪化していた。1690年代から、マサチューセッツでは紙幣（マサチューセッツポンド）を発行し続けていたが、あまりに多くの通貨を発行したため市場価値が下落し、貴金属が他通貨で買い取られるようになった 。これにどう対応するかで、住民自身も、総督に関しても植民地の意見が割れ、1760年代まで解決の目を見なかった。負債をかかえた実業家たちは、下落した通貨で嬉々として借金を返し、一方で債権者は通貨安定のための改革に努めた。1714年、ダドリーの政敵による大規模な改革が浮上した。土地抵当銀行が、株主たちの財産で株を保証することで最大限5万ポンドを発行できるというものだった。ダドリーはこれに反対の立場をとり、立法府による信用証書で5万ポンドを発行するよう納得させた。財政面での強い利権にダドリーは狼狽しており、結果的に、これが彼の凋落の原因となった。
1714年のアン女王崩御にともない、ダドリーと副総督の任期は、歴代の総督同様にその半年後で終了となった。総督の評議会は、ダドリーの政敵に牛耳られており、任期終了時に自分たちの権限を強く主張した。1715年の2月14日に、評議会は植民地憲章の規定に基づき、総督と副総督不在時の統治についた。それからちょうど6週間後、イギリスからの知らせで、ジョージ1世によりダドリーの任期が一時的に認められた。そして彼は3月21日に復帰した。
しかしダドリーの政敵たち、特に土地抵当銀行の提案に関わった者たちはロンドンで運動を始め、国王に、1715年の終わりには、大佐のエリゼウス・バージェスを総督に就任させるよう働きかけた。バージェスの就任は、ボストンで1715年の11月9日に公表され、ダドリーの任期がこれで終わった 。バージェスは植民地にいなかったため、任期が更新された副総督テイラーが、統治を引き受けることになった。バージェスは、ジョナサン・ベルチャーと、ダドリーの義理の息子ウィリアム・ダマーの兄弟であるジェレミア・ダマーから買収され、イギリスを離れなくていいから1716年4月に辞任するように言われていた。新しい総督はサミュエル・シュートで、土地抵当銀行の導入には反対の立場をとると約束した。1716年の10月、シュートは植民地に到着して総督に就任した。副総督はウィリアム・ダマーだった。
ダドリーは引退して家族の住むロクスベリーへ戻った。シュートの総督に就任してからは、非公式な顧問役を務め、公的または私的な行事に出席していた。彼は1720年の4月2日にロクスベリーで死去し、総督の地位にふさわしく厳かな葬儀が行われ、ロクスベリーのエリオット墓地の、父トマスの隣に埋葬された。

## 家族と伝説

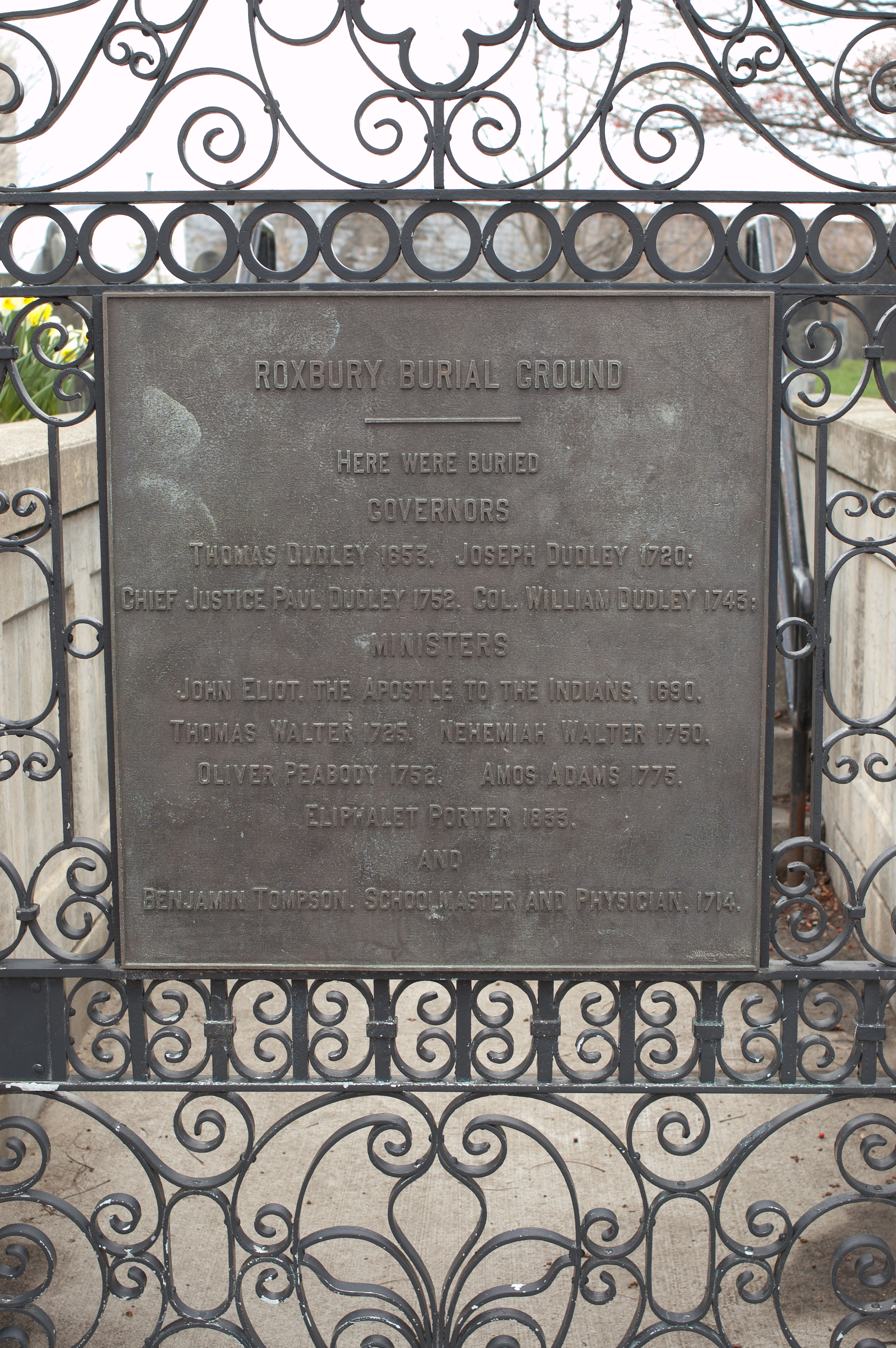
エリオット墓地のダドリー家の墓標

1668年、ダドリーはレベッカ・ティングと結婚した。レベッカはダドリーの死から2年後に世を去った。彼らの間には12人の子供が生まれ、10人が成人した。息子のポールは、マサチューセッツの司法長官および首席裁判官を務めた 。マサチューセッツの地名ダドリーは、彼の息子ポールとウィリアムにちなんで名づけられた、この2人がこの地の最初の地主だったからである。
ダドリーは死去の際、マサチューセッツ、主にロクスベリーに広大な土地を所有していた。これは今のウースター郡に当たる。ロクスベリーの土地は、ウィリアム・ストウトンと協力関係にあったニプマク族（アルゴンキン諸族の一部族）から購入したもので、フランスのユグノーの入植地を作る目的で下賜され、マサチューセッツ州オックスフォードの一部となっている。ダドリーはしばしば彼の地位を利用し、特にニューイングランドの評議会議長や、植民地総督の地位を利用して、関心を持った土地の権利（これは司法上の承認を得た）を得、この慣行は友人や親類や、職務上の協力者をも利することになった。エドワード・ランドルフはこう書いている「土地の権利を手に入れるなど不可能だ、これは国王陛下の土地である以上、まず裁判がなされるべきなのに、裁判官たちも皆グルだった」
19世紀の歴史家、ジョン・パルフレイはダドリーに就いてこう述べている。「裕福であり、知的な物腰で、ものごとに従順な人物である」彼が若いころに政治的なつてや関係を作りだしたのは、彼自身のさらなる成長のためとしている。また、血縁関係を都合よく利用して、マサチューセッツのピューリタンの頂点に立ち、イギリス本国につてを作った。しかし、権力へのあくなき追求が必要になると、植民地での人間関係を裏切った。トマス・ハッチンソンはのちにやはり総督となったが、広範囲にわたるマサチューセッツの歴史書を物し、その中でダドリーをこう描写している。「彼は、名誉や権力への大いなる欲望と、人徳とを併せ持つことができた」博物学者のエベレット・キムボールはこう書いている。「気性の面で弱点があったにもかかわらず、かなり如才がなく、また、人間的魅力があり、他のすべてに失敗しても、時に敵を友人へと変える能力があった」

### 肖像画
ダドリーの肖像画（上記インフォボックス）は1704年に描かれたものと言われる.。この肖像画が描かれてから、20世紀までは直系の子孫が保管していた。2006年にエルドレッドの競売にかけられ、多くのインターネットのサイトが、19世紀に撮影されたこの肖像画の白黒反転写真を、誤って、ダドリーの父親のトマスであると掲載した。

## 関連書籍
- Cutts, John (1886), Letters of John, Lord Cutts, to Colonel Joseph Dudley, then Lieutenant-Governor of the Isle of Wight, Afterwards Governor of Massachusetts, 1693–1700, Cambridge, MA: University Press, OCLC 18216806